# Bransonella
Bransonella è un genere estinto di pesci cartilaginei appartenente agli Xenacanthimorpha, vissuto durante l’era Paleozoica.

## Descrizione
È noto esclusivamente attraverso denti fossili, facilmente distinguibili da quelli di generi affini grazie a un’ornamentazione caratteristica sulla cuspide, a forma di "V" rovesciata, e alla presenza di spine dorsali. I denti attribuiti a questo genere sono di piccole dimensioni, non superando i 2 millimetri di lunghezza, il che suggerisce che Bransonella fosse uno squalo di piccola taglia, probabilmente non più lungo di un metro. Si ipotizza che il suo stile di vita fosse simile a quello degli odierni gattucci (Scyliorhinidae).

## Classificazione
Il genere Bransonella è stato utilizzato, insieme a Barbclabornia, per definire un nuovo ordine, i Bransonelliformes, affine agli Xenacanthiformes, basato sulle caratteristiche dell'ornamentazione dentale, e quindi raggruppato con questi ultimi nel clado Xenacanthimorpha.
Attualmente, sono attribuite a questo genere quattro specie:
- Bransonella tridentata, descritta per la prima volta nel 1933, inizialmente erroneamente identificata come un conodonte.[2]
- Bransonella nebraskensis, proveniente dal Pennsylvaniano superiore del Nebraska, successivamente riconosciuta anche nel Mississippiano medio fino al Permiano inferiore di Kansas, Urali, Polonia, Belgio, Russia e Inghilterra.
- Bransonella lingulata, nota dal Serpukhoviano della Russia.
- Bransonella tribula, descritta a partire dai sedimenti del Permiano medio della Formazione Kaibab in Arizona.

Fossili attribuiti a Bransonella sono stati segnalati anche nel Mississippiano della Cina e dell'Australia, così come nel Pennsylvaniano di Ungheria e Brasile.